# Coll de la Madeleine

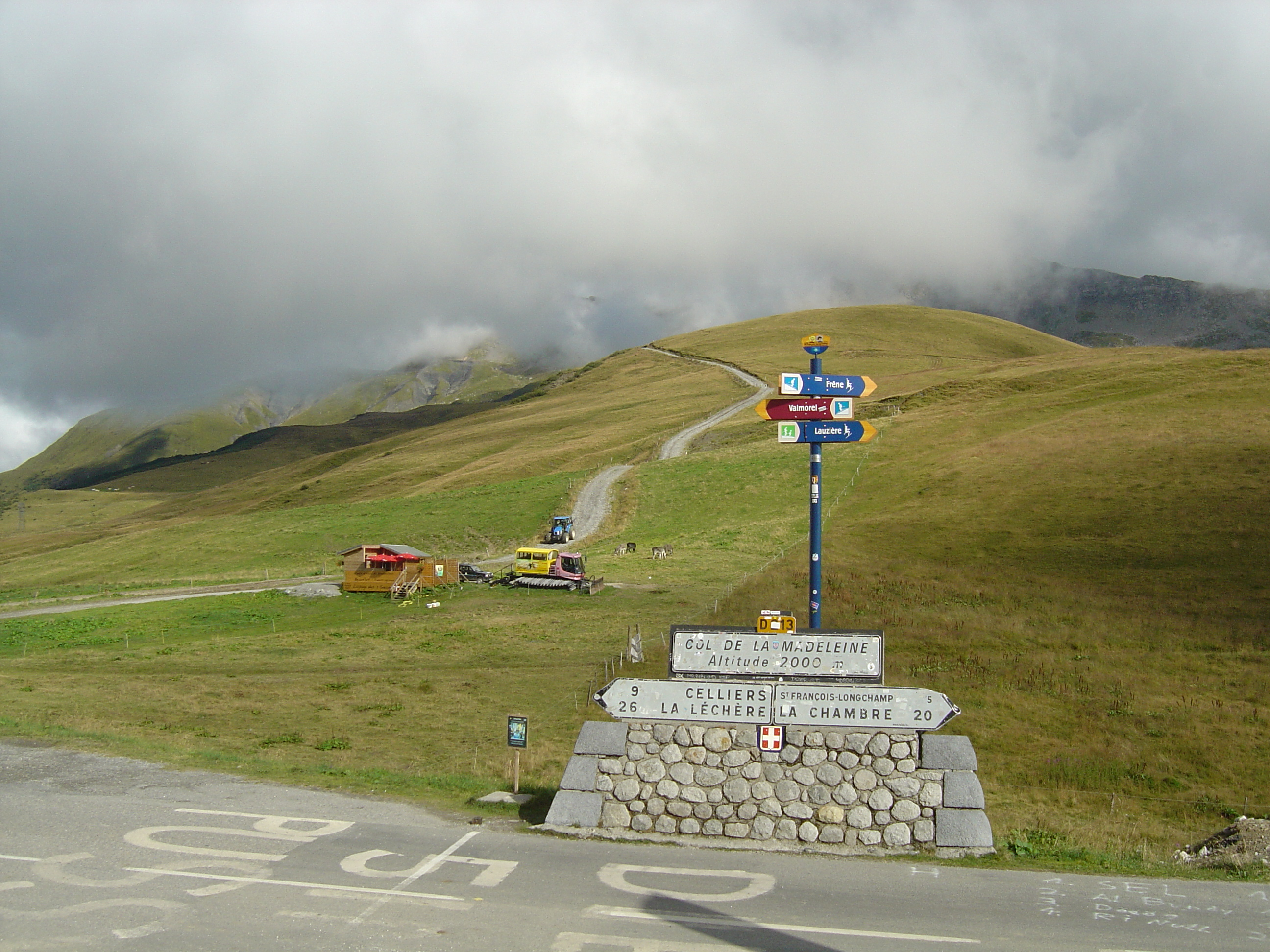
Coll de la Madeleine

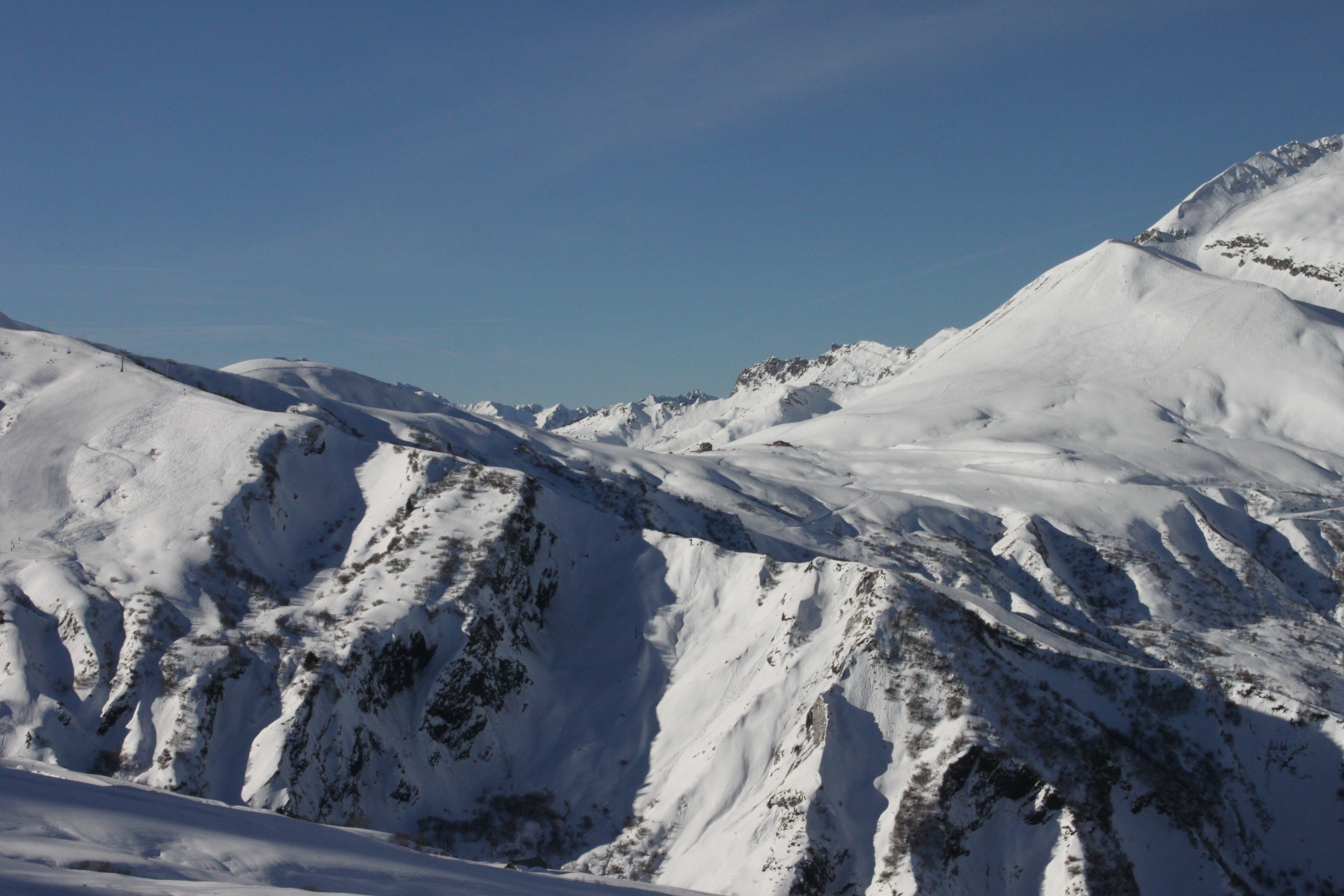
Coll de la Madeleine, al centre, vist des de les pistes de Valmorel a l'hivern.

El coll de la Madeleine és un port de muntanya que es troba als Alps, a la Savoia, a una alçada de 1.993 msnm. Administrativament forma part del departament de la Savoia. El coll uneix les valls de la Tarentèsa i la Mauriena, entre el massissos de la Vanoise i la Lauzière.
L'accés des de La Chambra, a la Mauriena, té 19,3 km de llargada, amb un desnivell mitjà del 8%, mentre que l'accés des d'Aigueblanche, a la Tarentèsa, té 28,3 km de llargada amb un desnivell mitjà del 5,4%.
Des del coll es pot accedir a dues estacions d'esquí: Saint-François-Longchamp pel vessant de la Mauriena, i Valmorel, pel vessant de la Tarentèsa.

## El coll de la Madeleine al Tour de França
El coll fou superat per primera vegada al Tour de França en l'edició de 1969 i fins avui han estat 28 les vegades en què s'ha franquejat, sent la més recent el 2025.
Des del 1995 ha estat catalogat com a port de categoria especial.
| Any  | Etapa | Categoria | Ciclista                       |
| ---- | ----- | --------- | ------------------------------ |
| 2025 | 18    | HC        | Jonas Vingegaard (DEN)         |
| 2020 | 17    | HC        | Richard Carapaz (ECU)          |
| 2018 | 12    | HC        | Julian Alaphilippe (FRA)       |
| 2013 | 19    | HC        | Pierre Rolland (FRA)           |
| 2012 | 11    | HC        | Peter Velits (SVK)             |
| 2010 | 9     | HC        | Anthony Charteau (FRA)         |
| 2005 | 11    | HC        | Santiago Botero (COL)          |
| 2004 | 17    | HC        | Gilberto Simoni (ITA)          |
| 2002 | 16    | HC        | Michael Boogerd (NED)          |
| 2001 | 10    | HC        | Laurent Roux (FRA)             |
| 2000 | 15    | HC        | Massimiliano Lelli (ITA)       |
| 1998 | 16    | HC        | Jan Ullrich (GER)              |
| 1997 | 14    | HC        | Richard Virenque (FRA)         |
| 1996 | 7     | HC        | Richard Virenque (FRA)         |
| 1995 | 10    | HC        | Richard Virenque (FRA)         |
| 1994 | 17    | 1         | Piotr Ugriúmov (LAT)           |
| 1990 | 11    | HC        | Thierry Claveyrolat (FRA)      |
| 1988 | 12    | 1         | Henri Abadie (FRA)             |
| 1987 | 21    | HC        | Anselmo Fuerte (ESP)           |
| 1984 | 18    | HC        | Pedro Delgado (ESP)            |
| 1983 | 18    | HC        | Lucien van Impe (BEL)          |
| 1981 | 19    | 1         | Lucien van Impe (BEL)          |
| 1980 | 17    | HC        | Mariano Martínez (FRA)         |
| 1979 | 1     | HC        | Lucien van Impe (BEL)          |
| 1977 | 17    | 1         | André Chalmel (FRA)            |
| 1975 | 17    | 1         | Francisco Galdós (ESP)         |
| 1973 | 8     | 2         | Jean-Pierre Danguillaume (FRA) |
| 1969 | 10    | 2         | Andrés Gandarias (ESP)         |